# Якушова
Якушова (пол. Jakuszowa) — село в Польщі, у гміні Пашовиці Яворського повіту Нижньосілезького воєводства.
Населення — 132 особи (2011).
У 1975-1998 роках село належало до Легницького воєводства.

## Демографія
Демографічна структура станом на 31 березня 2011 року:
|          | Загалом | Допрацездатний вік | Працездатний вік | Постпрацездатний вік |
| -------- | ------- | ------------------ | ---------------- | -------------------- |
| Чоловіки | 68      | 18                 | 43               | 7                    |
| Жінки    | 64      | 11                 | 40               | 13                   |
| Разом    | 132     | 29                 | 83               | 20                   |